# Расизм в Україні

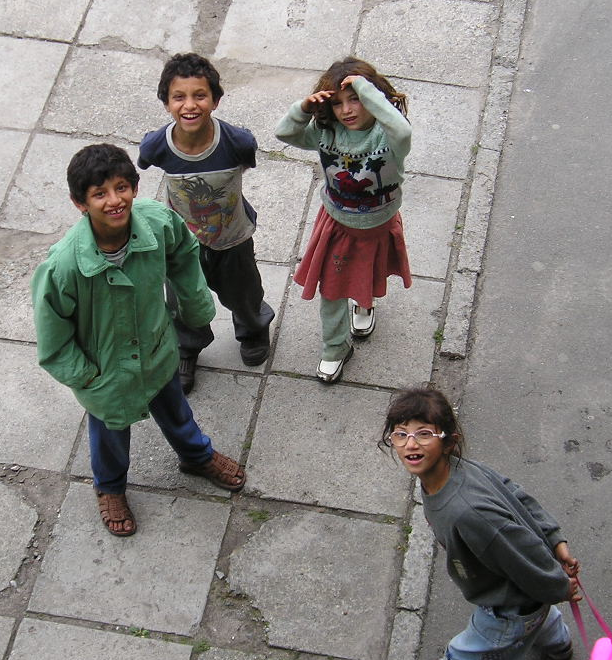
Діти-цигани у Вінниці

Україна — багатонаціональна держава, яка в результаті насильницького захоплення входила (в період 20-х років 20-століття до 1990 р.) до складу Радянського Союзу. Валерій Говгаленко[хто це?] стверджує, що расизм і етнічна дискримінація, мабуть, були в основному маргінальними питаннями в минулому, але мали підйом соціального впливу через ультранаціоналістичні партії, які привернули увагу в останні роки. Були зареєстровані випадки насильства, де, як вважають, певну роль відіграла расова приналежність жертви, ці інциденти широко висвітлювалися в ЗМІ та зазвичай засуджувалися всіма основними політичними силами. Human Rights Watch повідомила, що «расизм і ксенофобія залишаються вкоріненими проблемами в Україні». У 2012 році Європейська комісія проти расизму та нетерпимості (ЄКРН) повідомила, що «толерантність до євреїв, росіян і ромів, здається, значно знизилася в Україні з 2000 року, і упередження також відображаються в повсякденному житті щодо інших груп, які відчувають проблеми з доступом до товарів і послуг». З 2006 по 2008 рік відбулося 184 напади та 12 вбивств на основі раси. У 2009 році таких вбивств не було зафіксовано, але було зареєстровано 40 випадків насильства на расовій основі. Варто врахувати, що, за словами Олександра Фельдмана, президента Асоціації національно-культурних спілок України, «Люди, на яких напали на расовому ґрунті, не повідомляють про інциденти в поліцію, і поліція часто не класифікує такі напади як расово мотивовані та часто списати їх як побутове правопорушення чи хуліганство».
Опитування 2010 року, проведене Інститутом політичних і етнонаціональних досліджень імені І. Ф. Кураса НАН України показали, що близько 70 відсотків українців оцінюють ставлення нації до інших етнічних меншин як «конфліктне» та «напружене».

## Расова дискримінація
В Україні відбуваються напади на расовому ґрунті, тоді як поліція та суди майже не втручаються, йдеться у звіті Ради Європи, оприлюдненому в лютому 2008 року в Страсбурзі. У доповіді також висловлюється стурбованість нападами на рабинів і єврейських студентів, а також вандалізмом проти синагог, кладовищ і культурних центрів. «Однак кримінальне законодавство проти злочинів на расовому ґрунті не було посилено, і влада ще не прийняла всеосяжного зводу цивільних та адміністративних антидискримінаційних законів», – заявили в органі. «Було дуже мало судових переслідувань проти людей, які роблять антисемітські заяви або публікували антисемітську літературу». Дискримінація спільноти циган, безперервний антисемітизм, насильство в Криму та інші прояви нетерпимості щодо різних етнічних груп в Україні були виділені у звіті моніторингового органу Ради Європи з питань расизму Європейської комісії проти расизму і нетерпимості. Насильство скінхедів проти татар і євреїв також є частим явищем, а поліція мало захищає різні громади, йдеться в повідомленні. І ЄКРН звернулася до української влади з проханням активізувати зусилля для боротьби з насильством скінхедів проти африканців, азійців. Наприклад: у грудні 2006 року Рада Європи повідомила про расистські напади на іноземних студентів. Рада заявила, що студенти неохоче повідомляли про напади, оскільки реакція поліції на ці напади здавалася неадекватною. Багато з цих інцидентів скоєні «скінхедами» або неонацистами в Києві, але подібні злочини також були зафіксовані по всій країні. На додаток до випадків нападу особи африканського чи азійського походження можуть зазнавати різних видів переслідувань, наприклад, бути зупиненими на вулиці як цивільними особами, так і представниками правоохоронних органів. Особи, які належать до релігійних меншин, також зазнавали переслідувань і нападів у Києві та по всій Україні.

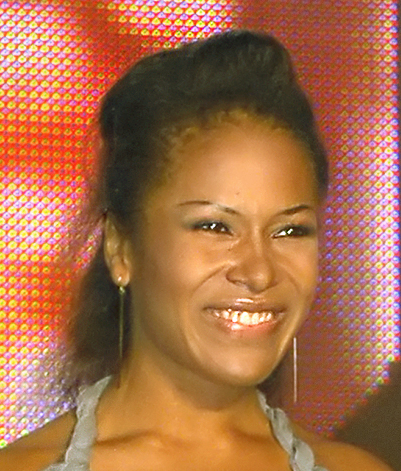
Гайтана, українська співачка українського та конголезького походження

Зараз в Україні немає добре організованих рухів проти нелегальної імміграції чи певних етнічних груп, які є поширеними в інших країнах колишнього Радянського Союзу. Як європейська країна Україна схильна до зовнішнього впливу неонацистських і супрематистських рухів за межами її кордонів. Наприклад, у регіонах південної України, які мають більш тісні культурні та мовні зв'язки з Росією, ряд неонацистських груп нагадують ті, що діють у сусідній Росії.
Починаючи з 2005 року неурядові (НУО) спостерігачі в Україні задокументували різке зростання насильницьких злочинів з підозрою на мотив упередження. Хоча інциденти, що відбуваються в Києві, були найбільш точно задокументовані, є докази того, що випадки насильства відбуваються по всій країні, включаючи міста Черкаси, Чернівці, Харків, Луганськ, Луцьк, Львів, Миколаїв, Одеса, Севастополь, Сімферополь, Тернопіль, Вінниця, Житомир.
Представники Міністерства юстиції та народні депутати України констатували, що дискримінаційні погляди та антисоціальні настрої практикуються меншістю населення, маргінальними організаціями та молодим поколінням українців; кажуть, найбільше їх турбує настрій молодшого українця. Той факт, що під час парламентських виборів 2007 року праві партії, які сповідують ксенофобську та расистську ідеологію, отримали дуже низьку підтримку електорату, також вказує на непопулярність таких ідей серед населення.
Насильство, мотивоване упередженням, здебільшого вчиняється проти людей африканського та азійського походження, а також вихідців з Близького Сходу.

### Дискримінація іноземців
За даними західної правозахисної організації, шукачі притулку, біженці, студенти та трудові мігранти є серед жертв насильства, вмотивованого упередженням, серед яких також є дипломати, іноземні співробітники іноземних компаній, члени помітних меншин в Україні та українці, які допомога жертвам злочинів на ґрунті ненависті. Іноземні студенти, яких близько сорока тисяч, є одними з головних жертв злочинів на ґрунті ненависті. Невеликі групи громадян та іммігрантів африканського походження є помітними та особливо вразливими об'єктами расизму та ксенофобії. Дарма що те, що в Україні проживає відносно небагато людей африканського походження, рівень насильства проти цієї групи був надзвичайним. Африканські біженці, студенти, відвідувачі та невелика кількість громадян і постійних жителів африканського походження жили під постійною загрозою переслідувань і насильства. Під час пандемії грипу 2009 року в Україні в листопаді 2009 року поліція Закарпатської області зверталася до місцевого населення з проханням повідомляти про всі випадки зустрічі чи спілкування з іноземцями. У поліції пояснюють, що причиною такого звернення стало «погіршення епідеміологічної ситуації в Закарпатській області та зростальний ризик захворювання». Ужгородська міліція видалила прохання зі свого сайту після того, як на нього звернули увагу ЗМІ.

### Дискримінація росіян
Ультраправа націоналістична політична партія «Свобода», маргінальна в національному масштабі, часто використовує радикальну русофобську риторику та має достатню підтримку на виборах, щоб сформувати фракції в кількох муніципальних і провінційних місцевих радах Західної України. Російська анексія Криму у 2014 році призвела до зростання антиросійських настроїв і протестів по всій Україні, ультраправа група Правий сектор, визнала сплеск популярності. Сутички в Одесі, які почалися, коли проросійський натовп із 300 осіб, озброєних битами та вогнепальною зброєю напав на проукраїнських мітингувальників і застрелили двох людей, що призвело до загибелі 46 проросійських активістів, які виступали проти Євромайдану. Після Революції гідності уряд намагався обмежити використання російської мови, заборонивши імпорт книжок з Росії в лютому 2017 року, які становили до 60 % усіх книг, проданих в Україні. 23 травня 2017 року Верховна Рада ухвалила закон про те, що більшість трансляційного контенту має бути українською мовою, щоб зменшити кількість російськомовних передач. Відтоді від вивчення російської мови в школі також утримуються, тому що багато українців, які народилися в Росії, не можуть говорити рідною мовою.

### Дискримінація циганів

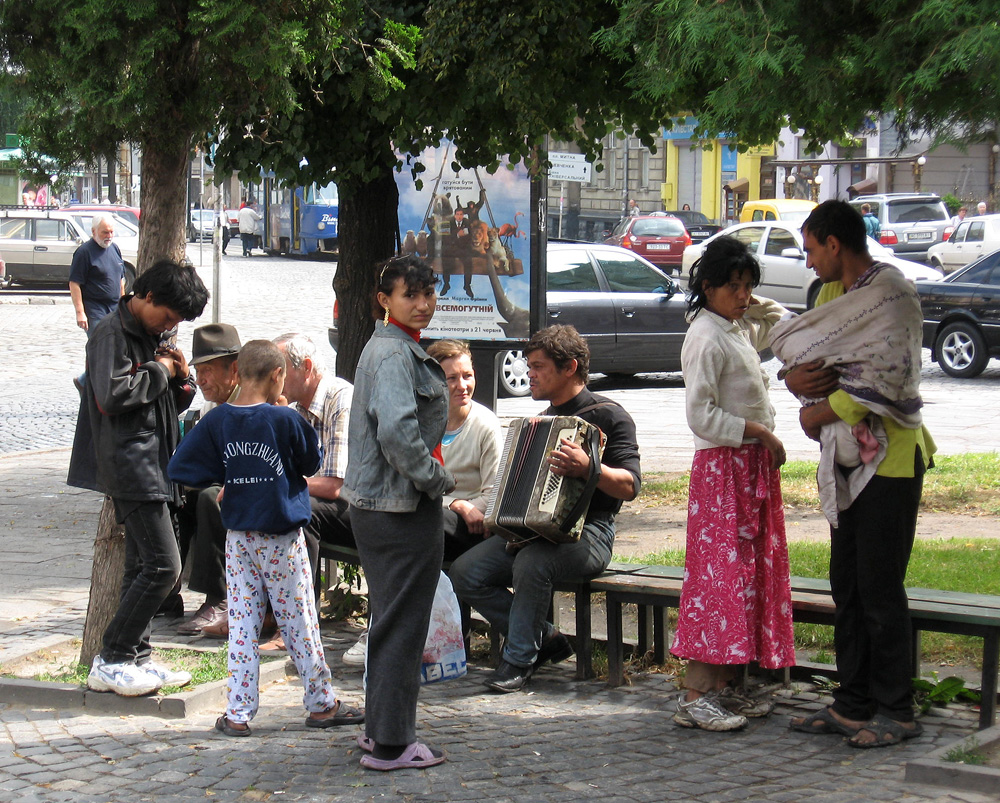
Цигани у Львові (2007)

Стверджується, що приблизно 400 000 циган у країні (урядові дані становили 47 600) стикаються з дискримінацією як з боку уряду, так і суспільства. У жовтні 2006 року Європейський центр прав ромів поскаржився Комітету ООН з прав людини на насильство проти ромів в Україні, расові напади та профілювання ромів з боку поліції, дискримінацію ромів у соціальних програмах та працевлаштуванні, а також повсюдну відсутність необхідних документів циган, прав користуватися соціальними послугами й захистом. У багатьох регіонах країни бідність часто змушувала ромські родини забирати своїх дітей зі школи. Надходили численні повідомлення про те, що їх виселяли з житла, позбавляли громадського транспорту, відмовляли в громадській допомозі, виганяли з магазинів і відмовляли в належному лікуванні. За даними Конгресу ромів України, результати національного дослідження соціальної інтеграції циган 2003 року залишаються актуальними: лише 38 відсотків є економічно активними, 21 відсоток мають постійну роботу, а 5 відсотків мають тимчасову роботу, переважно сезонну. Представники циган та інших груп меншин стверджували, що поліціянти регулярно ігнорували, а іноді й сприяли насильству проти них. У 2012 році Європейська комісія проти расизму та нетерпимості (ECRI) повідомила, що «багато циган не мають основних ідентифікаційних документів. Це серйозно впливає на їхній доступ до соціальних прав, а також права голосу».
Були деякі повідомлення про те, що уряд розв'язує давні проблеми, з якими стикається циганське суспільство. Наприклад, восени 2006 року фонд «Чіріклі» повідомляв, що суд в Одесі розглянув його скаргу на директора школи, який відмовився прийняти циганську дитину до школи. Суд відмовив у розгляді позовів про дискримінацію, але станом на грудень справа все ще розглядалася за можливі адміністративні порушення. Суд у Донецьку відмовився прийняти аналогічну скаргу. Однак у 2012 році ЄКРН заявила, що «іноді сама урядова політика також ігнорує ситуацію маргіналізації та дискримінації, з якою стикаються роми».

### Дискримінація татар
У Криму корінні татари вважають, що їх дискримінують через безземелля. Конфлікти між татарами та їхніми слов'янськими сусідами в останні роки призвели до масових боїв на кулаках, вандалізму на цвинтарях і навіть вбивств. Український уряд повільно визнає напруженість. Кримські татари стверджували, що дискримінація з боку в основному етнічних росіян у Криму позбавила їх роботи в місцевих адміністраціях і що пропагандистські кампанії, зокрема російських козаків, розпалювали ворожнечу проти них серед інших жителів Криму. Понад 250 000 кримських татар повернулися на батьківщину після здобуття Україною незалежності, змінивши етнічний склад Автономної Республіки Крим. Повернення татар, які належать до іншої етнічної приналежності, розмовляють окремою мовою та є переважно мусульманами, призвело до посилення етнічної та релігійної напруженості в Криму та сприяло посиленню упереджених нападів на кримських татар та їхнє майно.

#### Після окупації
Дискримінація татар різко загострилася після окупації Криму Росією у 2014 році.

### Дискримінація поляків
Різне трактування болісних подій для поляків і українців під час Другої світової війни призвело до різкого погіршення відносин між народами з 2015 року. У квітні 2017 року Український інститут національної пам'яті заборонив ексгумацію польських жертв масових вбивств поляків на Волині та в Східній Галичині 1943 року в рамках ширшої акції припинення легалізації польських меморіальних місць в Україні як помсту за демонтаж пам'ятник воїнам УПА в Грушовічі, Західна Польща.
Президент Польщі Анджей Дуда висловив стурбованість призначенням на високі посади в Україні людей, які висловлюють націоналістичні антипольські погляди. У МЗС України заявили, що в Україні немає загальних антипольських настроїв.

### Останні розробки
У звіті, оприлюдненому Amnesty International у липні 2008 року, попереджено про «тривожне зростання» расистських нападів в Україні. Згідно зі звітом, у 2007 році понад 60 осіб стали жертвами расистського насильства, шестеро з них були вбиті; Понад 30 осіб стали жертвами расистських нападів з початку 2008 року, принаймні четверо були вбиті на момент публікації звіту. Правозахисники спантеличені зростанням злочинів на ґрунті ненависті, але вони стверджують, що частково в цьому винна бездіяльність уряду. Вони також стверджують, що уряд посилює проблему, заперечуючи зростання расизму та визнаючи лише окремі випадки. Правозахисні групи стверджують, що українські групи ненависті надихаються своїми колегами в Росії. Російські скінхеди допомагають місцевим групам, кажуть, діляться порадами та відеороликами про те, як нападати та катувати своїх жертв і як безпечно залишити місце злочину. За даними Європейської комісії проти расизму та нетерпимості (у лютому 2012 року), з 2008 року «було досягнуто прогресу в ряді сфер».
Під час російського вторгнення в Україну у 2022 році ультраправий батальйон «Азов», який воює на боці України, нібито змащує свої кулі свинячим жиром, намагаючись спровокувати чеченських мусульманських бойовиків на боці Росії, зокрема кадирівськи воєнізовані угруповання — повідомляє Al Jazeera з посиланням на твіт Національної Гвардії України. Крім того, в Інтернеті з'явилися повідомлення та кадри, на яких африканських та індійських студентів, які намагалися втекти від конфлікту, не пускали на потяги та не пропускали через польський кордон, а їхні місця займали білі українські люди. У звітах також стверджувалося, що інтернет-користувачі в Україні надали студентам неправдиву інформацію, щоб вони помилково представили себе російськими солдатами та ризикували загинути. Офіційні особи Південно-Африканської Республіки та Нігерії прокоментували ці повідомлення, засудивши поводження з африканцями. В ООН також засудили поводження з африканськими та індійськими українцями.

## Відповідь уряду
Реакція уряду на останній сплеск злочинів на ґрунті ненависті була недостатньою та непослідовною.[джерело?] Президент Віктор Ющенко та деякі інші високопоставлені урядовці виступили проти расистського та ксенофобського насильства. Однак ці заяви були підірвані іншими заявами деяких ключових посадовців правоохоронних органів, чиї зауваження свідчили про заперечення проблеми. 30 березня 2007 року ексміністр внутрішніх справ Василь Цушко на зустрічі представників посольств і міжнародних організацій засудив прояви ксенофобії та расизму. Цушко заперечив будь-які масові випадки ксенофобії в Україні, але визнав, що поодинокі інциденти можуть призвести до загальної негативної тенденції.
У 2007 році влада зробила кілька важливих кроків, включаючи створення спеціалізованих підрозділів у ключових державних установах. Крім того, на початку 2008 року було винесено кілька обвинувальних вироків у справах про насильство, в яких серед обвинувачень було розпалювання ненависті за національною, расовою чи релігійною ознакою. Однак ці вироки були винятками із моделі, за якою насильницькі злочини з очевидним мотивом упередження частіше розглядаються як хуліганство. Співробітникам правоохоронних органів бракує підготовки та досвіду розпізнавання та фіксування мотивів упередженості, що стоять за нападами, що обмежує можливості прокурорів розглядати справи про злочини на ґрунті ненависті в суді. Невідповідна законодавча база також перешкоджає посадовим особам кримінальної юстиції переслідувати злочини на ґрунті ненависті як такі.
У листопаді 2009 року Верховна Рада України ухвалила закон, який підвищив максимальні покарання за злочини, вчинені на ґрунті расової, національної чи релігійної ворожнечі.

## Статистика насильницьких злочинів на ґрунті расизму та дискримінації
Немає державного збору даних або регулярного публічного звітування про насильницькі злочини на ґрунті ненависті. Найбільш перевірену інформацію дають моніторинги НУО та МГО. Таким чином, неможливо побачити весь масштаб проблеми. Human Rights First та Amnesty International опублікували звіти про різке зростання насильства на ґрунті ненависті в Україні. Обидві організації покладалися на неурядових спостерігачів і тісно співпрацювали з Diversity Initiative, коаліцією з приблизно 40 неурядових організацій, яка була створена у квітні 2007 року у відповідь на безпрецедентне збільшення кількості ймовірних нападів на расовому ґрунті. Ініціатива різноманітності підтримується Міжнародною організацією з міграції (МОМ) та Управлінням Верховного комісара ООН у справах біженців (УВКБ ООН).
Постійний координатор ООН закликав припинити дискримінацію євреїв. Було сформовано робочу групу на рівні посольства та створено Ініціативу різноманітності, координаційну групу під керівництвом МОМ та УВКБ ООН, щоб забезпечити форум для антидискримінаційної політики — із загальною метою створити консолідовану відповідь на расизм і ксенофобії в Україні. У результаті спільних зусиль Уряд посилив реакцію на цей виклик; офіційне заперечення расизму Президентом Віктором Ющенком ; Уряд ухвалив План дій з протидії расизму; і Служба безпеки України (СБУ) створила спеціальний підрозділ з протидії ксенофобії та нетерпимості. Були надані консультації щодо політики та передовий досвід європейських країн поділився з урядом. Було проведено широку інформаційну кампанію, включно з трансляцією публічної реклами.